# Капризы Лазаря
«Капризы Лазаря» (пол. Kaprysy Łazarza) — польский художественный телевизионный фильм, комедия 1972 года.

## Сюжет
Вся деревня знает, что старик Яценты скоро умрёт. Медицина бессильна, его жена уже чувствует себя вдовой, а сыновья делят наследство. Гробовщик, музыканты, лавочник, священник — все наготове и ждут законного заработка. Но капризный Яценты начинает выставлять условия, на которых он готов покинуть этот свет. Он торгуется с близкими, с соседями, с церковью и даже с самой смертью.

## В ролях
- Хенрик Боровский — Яценты,
- Ванда Лучицкая — жена Яценты,
- Юзеф Нальберчак — старший сын,
- Эва Зентек — невестка,
- Ежи Рогальский — младший сын,
- Адам Мулярчик — столяр,
- Витольд Скарух — врач,
- Александер Дзвонковский — могильщик,
- Францишек Печка — солтыс,
- Владислав Ханьча — приходский ксёндз,
- Войцех Загурский — помощник ксёндза,
- Хенрик Бонк — продавец в магазине,
- Ежи Турек — помощник в магазине,
- музыкальный ансамбль Сташека Капусты.